# Diogmites tau
Diogmites tau là một loài ruồi trong họ Asilidae. Diogmites tau được Osten-Sacken miêu tả năm 1887. Loài này phân bố ở vùng Tân nhiệt đới.